# Gonomyia (Leiponeura) lyra
Gonomyia (Leiponeura) lyra is een tweevleugelige uit de familie steltmuggen (Limoniidae). De soort komt voor in het Australaziatisch gebied.